# Tamariska-domb Természetvédelmi Terület
A Tamariska-domb Budapest XXI. kerületében, Csepelen található homokbucka, amely a jégkorszak végén, a földtörténeti jelenkor elején alakult ki. 2012-es védetté nyilvánítását  nemcsak geológiai értéke indokolta, hanem a területén megtalálható homokigyep-életközösség is, amelyben számos védett növény- és állatfaj található, egy részük pannon endemikus élőlény. A védett terület nagysága 5,9575 hektár. A domb alatt található egy bunker, amely a két világháború között épült.

## Élővilág

### Flóra

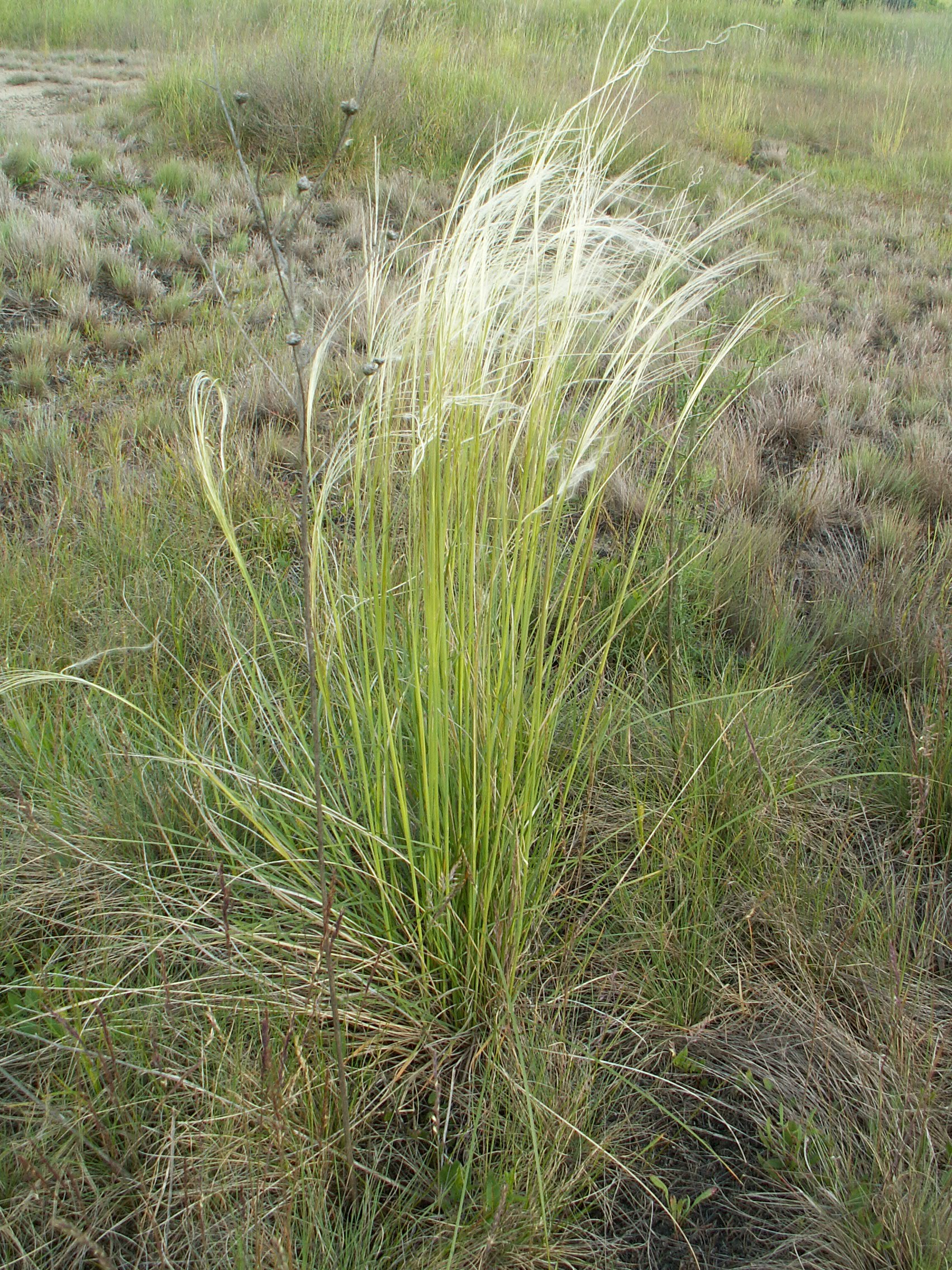
Homoki árvalányhaj, (Stipa borysthenica)

A 116 méter magas domb a nevét a rajta található számtalan tamariszkusz bokorról kapta. A területén élő homokpusztai gyep növényzetéből a következő fajok fordulnak elő:
- Érdes csüdfű
- Homoki fátyolvirág, (Gypsophyla fastigiata)
- Homoki csüdfű,  (Astragalus varius)
- Homoki bakszakáll,  (Tragopogon floccosus),
- Homoki árvalányhaj,  (Stipa borysthenica)
- Báránypirosító,  (Alkanna tinctoria)
- Fényes poloskamag
- Kései szegfű
- Tamariska (Tamarix)

Ezek a növények mind védettek, a természetvédelmi stratégia célja a lágyszárú invazív növények visszaszorítása és további terjedésük megakadályozása.

### Fauna

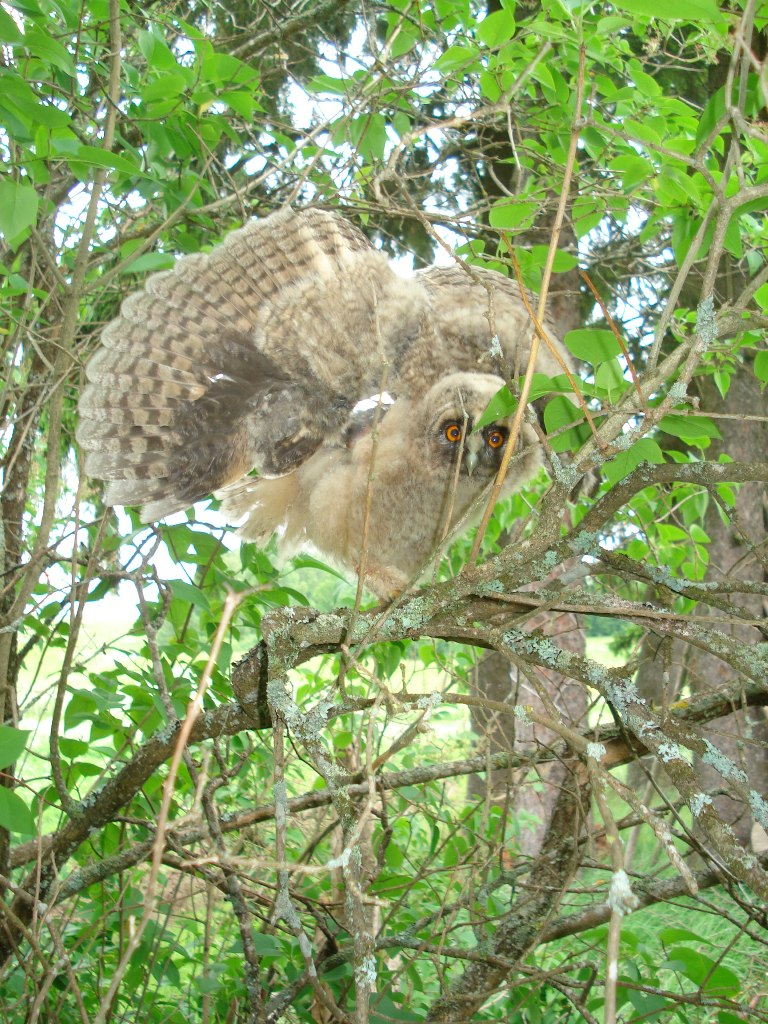
Erdei fülesbagoly, (Asio otus)

Az állatvilágból a következő fajokat célszerű kiemelni:
- Erdei fülesbagoly (Asio otus)
- Rigófélék (Turdidae)
- Poszátafélék (Sylvidae)
- Pintyfélék (Fringillidae)
- Fácán (Phasianus colchicus)

Ezen fajok egy része védett.